# ダルトン極小期

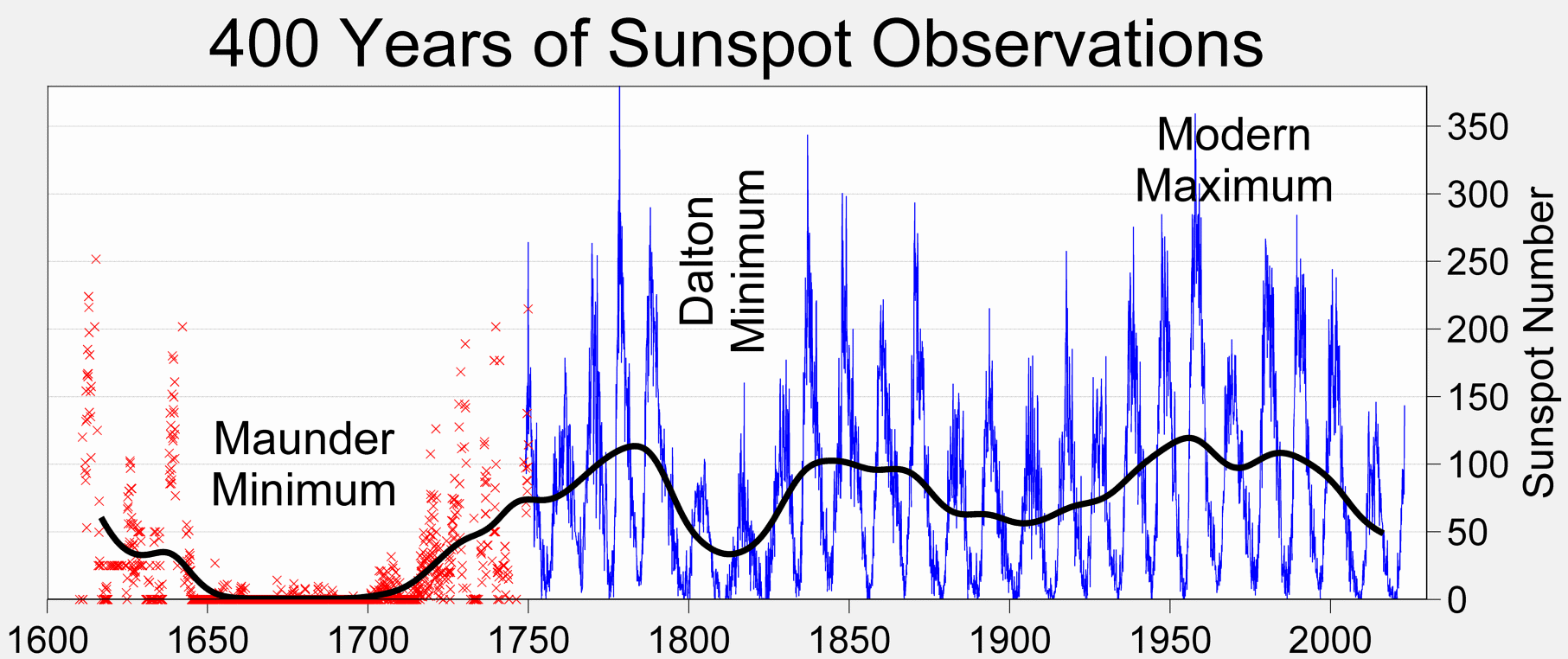
400年間の黒点の数

ダルトン極小期（ダルトンきょくしょうき、Dalton Minimum）は、1790年から1830年まで続いた、太陽活動が低かった期間である。イギリスの気象学者ジョン・ドルトンに因んで名付けられた。マウンダー極小期やシュペーラー極小期と同様に、ダルトン極小期は、地球の気温が平均より低かった時期と一致している。この期間、気温の変動は約1°Cであった。
この期間に気温が平均よりも低かった正確な原因は分かっていない。最近の論文では、火山活動の上昇が気温の低下傾向の大きな原因の1つとなったと主張されている。
1816年の夏のない年は、ダルトン極小期の間に起こり、この年の気温低下の主原因は、インドネシアのタンボラ山の大爆発であった。

## 関連文献
A detailed analysis with the auroral and solar data has been given by Wilfried Schröder, N. N. Shefov in a paper in Ann. Geophys. 2004. Also details can be found in Wilfried Schröder, Das Phänomen des Polarlichts（The Aurora in Time）, Darmstadt, Wissenschaftliche Buchgeselllschaft 1984, and Science Edition, Bremen, 2000.